# カンボジア証券取引所
カンボジア証券取引所（カンボジアしょうけんとりひきじょ、CSX） (クメール語: ក្រុមហ៊ុន ផ្សារមូលបត្រកម្ពុជា; abbreviation: ផមក)は、カンボジアの証券取引所。本部所在地はプノンペン。株価指数としてCSXインデックスを算出する。2012年4月18日に上場1社目のプノンペン水道公社が上場。2014年6月16日に台湾系の衣料品製造企業であるグランドツイン・インターナショナル・カンボジアが上場し、同取引所に上場する企業は2社となった。

## 参照
1. ↑  “Result of Securities Allotment of Phnom Penh Water Supply Authority”. 2015年9月4日閲覧。
2. ↑  “Grand Twins’ listing date official, but late, Business, Phnom Penh Post”. 2015年9月4日閲覧。